# Orthonychia elegans
Espèce
Orthonychia elegans est une espèce fossile de mollusques gastéropodes marins de la famille des Orthonychiidae (sous-classe des Neritimorpha, ordre fossile des Cyrtoneritimorpha). 
Elle date du Silurien et a été trouvée en Bohême (République tchèque).

## Classification
L'espèce Orthonychia elegans est décrite en 1903 par Perner (d) (1869-1947),.

### Synonymes
- †Capulus elegans Barrande in Perner (d)[3]
- Platyceras elegans  Perner, 1903
- Platyceras (Orthonychia) elegans Perner, 1903

### Publication originale
- [1903] Jaroslav Perner, Gastéropodes : Patellidae et Bellerophontidae, t. 1, 1903, 1-164 p.